# Иларио (фудбалер, 1905)
Хуан Иларио Мареро Перез, познат као Иларио, (Лас Палмас де Гран Канарија, 8. децембар 1905 — Лас Палмас де Гран Канарија, 14. фебруар 1989) био је фудбалер шпанског порекла. Одиграо је 2 утакмице и постигао 1 гол за фудбалску репрезентацију Шпаније и учествовао је на Светском првенству у фудбалу 1934.

## Репрезентативни голови
| Бр. | Датум            | Стадион                  | Противник | Гол за... | Коначан резултат | Такмичење            |
| --- | ---------------- | ------------------------ | --------- | --------- | ---------------- | -------------------- |
| 1.  | 24. јануар 1935. | Стадион Чамартин, Мадрид | Француска | 2 : 0     | 2 : 0            | Пријатељска утакмица |